# Väinö Muinonen
Viktor "Väinö" Muinonen (Lappeenranta, 30 de dezembro de 1898 – Imatra, 10 de junho de 1978) foi um atleta finlandês de corrida de longa distância.
Participou nos Jogos Olímpicos de Verão de 1936 na prova da maratona, terminando na 5ª posição.